# Завидовский, Дмитрий Александрович
Дмитрий Александрович Завидовский (род. 25 октября 1981) — российский и казахстанский игрок в хоккей с мячом, полузащитник, тренер, мастер спорта России (2001), мастер спорта международного класса Республики Казахстан (2012).

## Карьера

### Клубная
Воспитанник хоккейной школы сосновоборского «Торпедо». Первый тренер — А. А. Шамбер, в дальнейшем наставником стал В. А. Евграфов.
В сезоне 1996/97 был игроком «Торпедо», с 1997 по 2000 год во второй команде красноярского «Енисея» — команд, принимающих участие в первенстве России среди команд первой лиги.
Сезон 2000/01 провёл в аренде, выступая за первоуральский «Уральский трубник».
Сезон 2001/02 был дебютным для Завидовского в первой команде «Енисея», но в дальнейшем большая часть сезона прошла в аренде в братском «Металлурге».
С сезона 2002/03 в составе «Енисея», выступая за команду до 2008 года. По итогам  сезона 2002/03 стал серебряным призёром чемпионата России.
С 2008 по 2011 год был игроком кемеровского «Кузбасса». В составе команды становится серебряным (2009) и бронзовым призёром (2010) чемпионатов России.
Вновь в составе «Енисея» с 2011 по 2013 год, побеждая с командой в Кубке мира 2011 года.
В 2013 году переходит в новосибирский «Сибсельмаш». Вторая половина сезона 2014/15 была пропущена из-за травмы. Покинул клуб в 2016 году в связи с истечением контракта.
После очередной травмы продолжил игровую карьеру с середины сезона 2016/17 в подмосковном «Зорком».
Завершил игровую карьеру в составе второй команды «Енисея» в должности играющего тренера.
В чемпионатах России провел 424 игры, забил 111 мячей и сделал 183 голевые передачи.

### Сборная Казахстана
В составе сборной Казахстана принял участие в восьми чемпионатах мира (50 игр, 19 мячей), бронзовый призёр турниров 2012, 2013, 2014 годов.

## Тренерская деятельность
В сезоне 2020/21 продолжил тренерскую деятельность в тренерском штабе команды «Байкал-Энергия»-2, в декабре 2021 года назначен исполняющим обязанности главного тренера команды.
С сезона  2021/22 — главный тренер «Байкал-Энергии»-2.

## Достижения
«Енисей»
 Серебряный призёр чемпионата России: 2002/03 

 Бронзовый призёр чемпионата России (2): 2011/12, 2012/13 

 Финалист Кубка России: 2003/04 

 Обладатель Кубка мира: 2011 

 Финалист Кубка мира: 2012 

 Победитель турнира «Кубок Катринехольма»: 2003 (Катринехольм, Швеция) 

 Победитель турнира «Entos Cup»: 2004 (Лидчёпинг, Швеция)
«Кузбасс»
 Серебряный призёр чемпионата России: 2008/09 

 Бронзовый призёр чемпионата России: 2009/10 

 Бронзовый призёр Кубка России: 2008
«Сибсельмаш»
 Финалист Кубка России: 2013
Сборная России
 Серебряный призёр Кубка губернатора Московской области: 2003 (в составе второй сборной России) 

 Серебряный призёр чемпионата мира среди юниоров: 2000 

Сборная Казахстана
 Бронзовый призёр чемпионата мира (3): 2012, 2013, 2014

## Статистика выступлений

### Клубная
| Сезон     | Клуб                             | Чемпионат | Чемпионат | Чемпионат | Чемпионат | Чемпионат | Кубок | Кубок | Кубок | Кубок | Кубок |
| Сезон     | Клуб                             | И         | М         | П         | О         | Ш         | И     | М     | П     | О     | Ш     |
| --------- | -------------------------------- | --------- | --------- | --------- | --------- | --------- | ----- | ----- | ----- | ----- | ----- |
| 2000/2001 | Уральский трубник (Первоуральск) | 24        | 3         | 6         | 9         | 30К       | 2     | 0     | 0     | 0     | ?     |
| 2001/2002 | Енисей (Красноярск)              | 2         | 0         | 0         | 0         | 0         | 6     | 0     | 0     | 0     | 0     |
|           | Металлург (Братск)               | 24        | 6         | 4         | 10        | 90        |       |       |       |       |       |
| 2002/2003 | Енисей (Красноярск)              | 28        | 8         | 2         | 10        | 30        |       |       |       |       |       |
| 2003/2004 | Енисей (Красноярск)              | 22        | 9         | 15        | 24        | 10        | 13    | 8     | ?     | ?     | ?     |
| 2004/2005 | Енисей (Красноярск)              | 28        | 6         | 17        | 23        | 60        | 8     | 4     | 4     | 8     | 20    |
| 2005/2006 | Енисей (Красноярск)              | 26        | 10        | 17        | 27        | 50        | 8     | 2     | 3     | 5     | 0     |
| 2006/2007 | Енисей (Красноярск)              | 31        | 5         | 15        | 20        | 30        | 14    | 7     | 15    | 22    | 15    |
| 2007/2008 | Енисей (Красноярск)              | 30(1)     | 10(1)     | 13(0)     | 23(1)     | 20(0)     | 11    | 6     | 13    | 19    | 50    |
| 2008/2009 | Кузбасс (Кемерово)               | 24        | 9         | 4         | 13        | 10        | 7     | 5     | 5     | 10    | 5     |
| 2009/2010 | Кузбасс (Кемерово)               | 36        | 8         | 27        | 35        | 30        | 8     | 3     | 3     | 6     | 0     |
| 2010/2011 | Кузбасс (Кемерово)               | 32        | 14        | 8         | 22        | 55        | 11    | 3     | 7     | 10    | 10    |
| 2011/2012 | Енисей (Красноярск)              | 29        | 14        | 22        | 36        | 10        | 5     | 4     | 7     | 11    | 25    |
| 2012/2013 | Енисей (Красноярск)              | 25        | 1         | 14        | 15        | 5         | 8     | 4     | 3     | 7     | 10    |
| 2013/2014 | Сибсельмаш (Новосибирск)         | 22        | 6         | 4         | 10        | 20        | 3     | 2     | 1     | 3     | 0     |
| 2014/2015 | Сибсельмаш (Новосибирск)         | 8         | 0         | 4         | 4         | 10        | 9     | 0     | 4     | 4     | 26    |
| 2015/2016 | Сибсельмаш (Новосибирск)         | 17        | 0         | 3         | 3         | 60        | 6     | 2     | 1     | 3     | 0     |
| 2017/2018 | Зоркий (Красногорск)             | 16        | 2         | 8         | 10        | 0         |       |       |       |       |       |
| Всего     | 17 сезонов                       | 424(1)    | 111(1)    | 183(0)    | 294(1)    | 520(0)+2К | 119   | 50    | 74    | 124   | 216   |

Примечание: Статистика голевых передач ведется с сезона 1999/2000.
В чемпионатах России забивал мячи в ворота 24 команд
```
 1.Родина            = 13 мячей  12-21.СКА-Свердловск =  3
 2.Саяны             = 11        12-21.СКА-Забайкалец =  3(1)
 3-4.СКА-Нефтяник    =  8        12-21.Ак Барс-Динамо =  3
 3-4.Зоркий          =  8        12-21.Металлург Бр   =  3  
 5.Байкал-Энергия    =  7        12-21.Динамо М       =  3  
 6-7.Сибсельмаш      =  6        12-21.Лесохимик      =  3
 6-7.Водник          =  6        12-21.Волга          =  3
 8.Уральский трубник =  5        12-21.Старт          =  3
 9-11.Кузбасс        =  4        12-21.Локомотив Ор   =  3
 9-11.Маяк           =  4        22-23.Север          =  2
 9-11.Мурман         =  4        22-23.Строитель С    =  2
12-21.Юность Ом      =  3        24.Енисей            =  1
```

В чемпионатах России количество мячей в играх
по 1 мячу забивал  в 83 играх 

по 2 мяча забивал  в  11 играх 
 
по 3 мяча забивал  в  2 играх 
 
Свои 111 мячей забросил в 96 играх, в 328 играх мячей не забивал.
Статистика выступлений во втором по значимости отечественном дивизионе (первая лига/Высшая лига)
| Сезон     | Клуб                   | И  | М  | П  | О  | Ш  |
| --------- | ---------------------- | -- | -- | -- | -- | -- |
| 1999/2000 | Енисей-2 (Красноярск)  | 17 | 11 |    | 11 | 10 |
| 2017/2018 | Зоркий-2 (Красногорск) | 1  | 1  | 0  | 1  | 10 |
| 2018/2019 | Енисей-2 (Красноярск)  | 23 | 4  | 12 | 16 | 20 |
| Всего     | 3 чемпионата           | 41 | 16 | 12 | 28 | 40 |

### Комментарии
1. ↑  Количество игр и голов за клуб(ы) в высшем дивизионе чемпионатов России
2. ↑  Результативные передачи
3. ↑  В скобках указаны очки, набранные в аннулированном матче с читинским «СКА-Забайкальцем», который снялся с чемпионата страны в связи с отсутствием финансирования